# Кельн (округ)
Округ Кельн (нім. Regierungsbezirk Köln) — один з п'яти адміністративних округів землі Північний Рейн-Вестфалія. Знаходиться на південному заході землі. Утворений 30 квітня 1815 року як округ провінції Юліх-Клеве-Берг, коли Пруссія реорганізувала свій адміністративний устрій. У 1972 році до округу приєднано міський регіон Аахен. Адміністративним центром округу є місто Кельн.

## Населення
Населення округу становить 4407275 осіб (2011; 4392747 в 2010).

## Адміністративний поділ
Адміністративний округ складається з 5 районів (нім. Kreise) та 10 районних міст (нім. Kreisfreie Städte):
| № | Район/ районне місто | Площа, км² | Населення, осіб (2011) | Центр          |
| - | -------------------- | ---------- | ---------------------- | -------------- |
| 1 | Аахен                | 564,3      | 306362                 | Ахен           |
| 2 | Гайнсберг            | 628,0      | 254786                 | Гайнсберг      |
| 3 | Дюрен                | 941,4      | 267104                 | Дюрен          |
| 4 | Обербергішер         | 918,6      | 279532                 | Гуммерсбах     |
| 5 | Ойскірхен            | 1248,7     | 190591                 | Ойскірхен      |
| 6 | Райн-Ерфт            | 704,6      | 465578                 | Берггайм       |
| 7 | Райніш-Бергішер      | 437,5      | 276173                 | Бергіш-Гладбах |
| 8 | Райн-Зіг             | 1153,3     | 600432                 | Зігбург        |
| 1 | Аахен                | 160,8      | 260454                 | Ахен           |
| 2 | Бонн                 | 141,2      | 327913                 | Бонн           |
| 3 | Кельн                | 405,2      | 1017155                | Кельн          |
| 4 | Леверкузен           | 78,9       | 161195                 | Леверкузен     |